# Nœud de Salomon

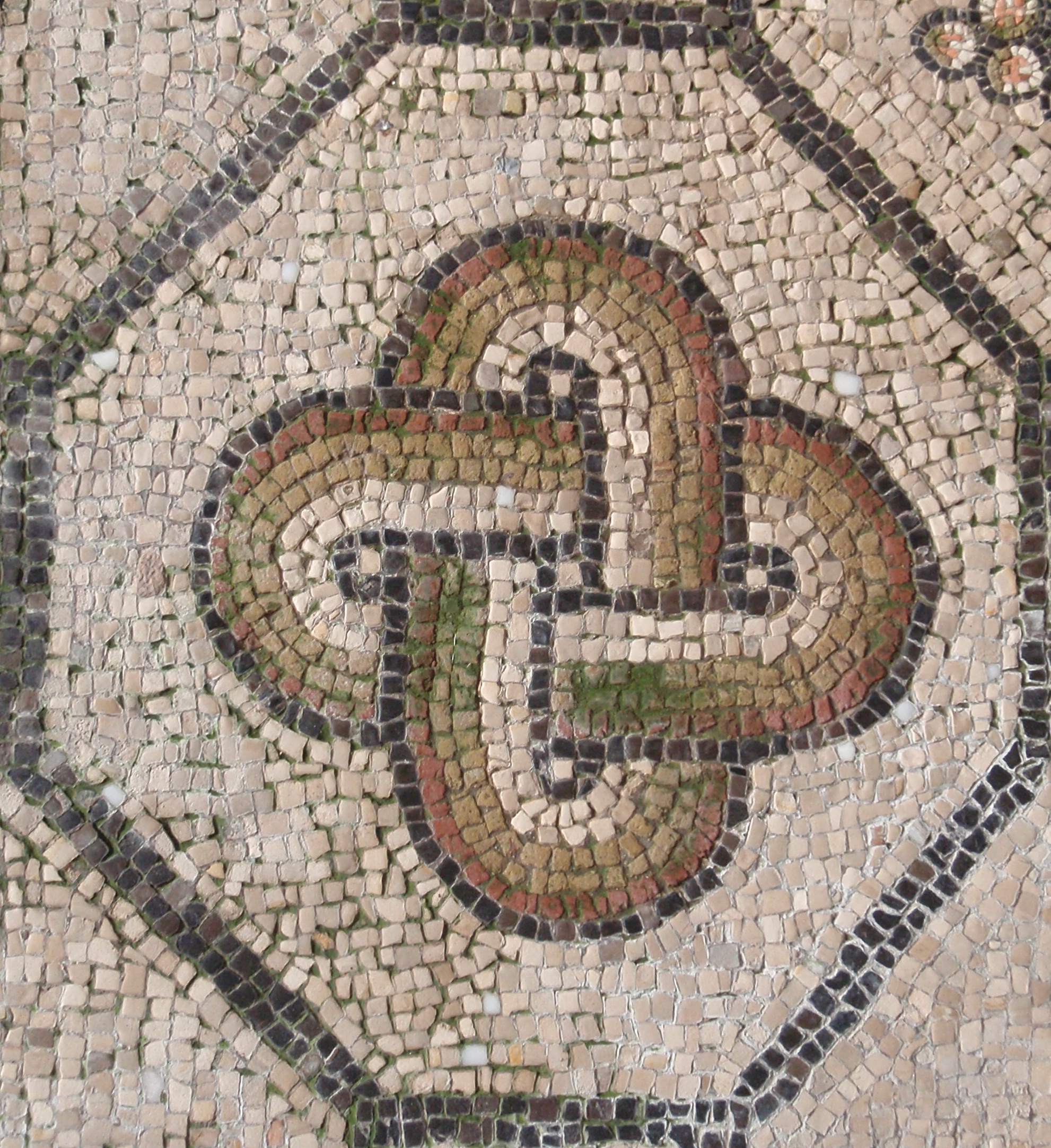
Mosaïque du nœud de Salomon, basilique patriarcale d'Aquilée.

Le nœud de Salomon (en latin sigillum Salomonis, signifiant improprement « sceau de Salomon ») est un motif décoratif largement utilisé, figurant couramment dans les mosaïques antiques.

## Structure
Le nœud de Salomon est constitué dans sa forme la plus simple de deux boucles fermées, entrelacées à angle droit au centre de la figure.
En théorie des nœuds, le nœud de Salomon est un entrelacs à deux boucles répertorié L4a1 dans l'atlas des noeuds. C'est l'entrelacs le plus simple après celui de Hopf.

## Galerie

Forme de base.
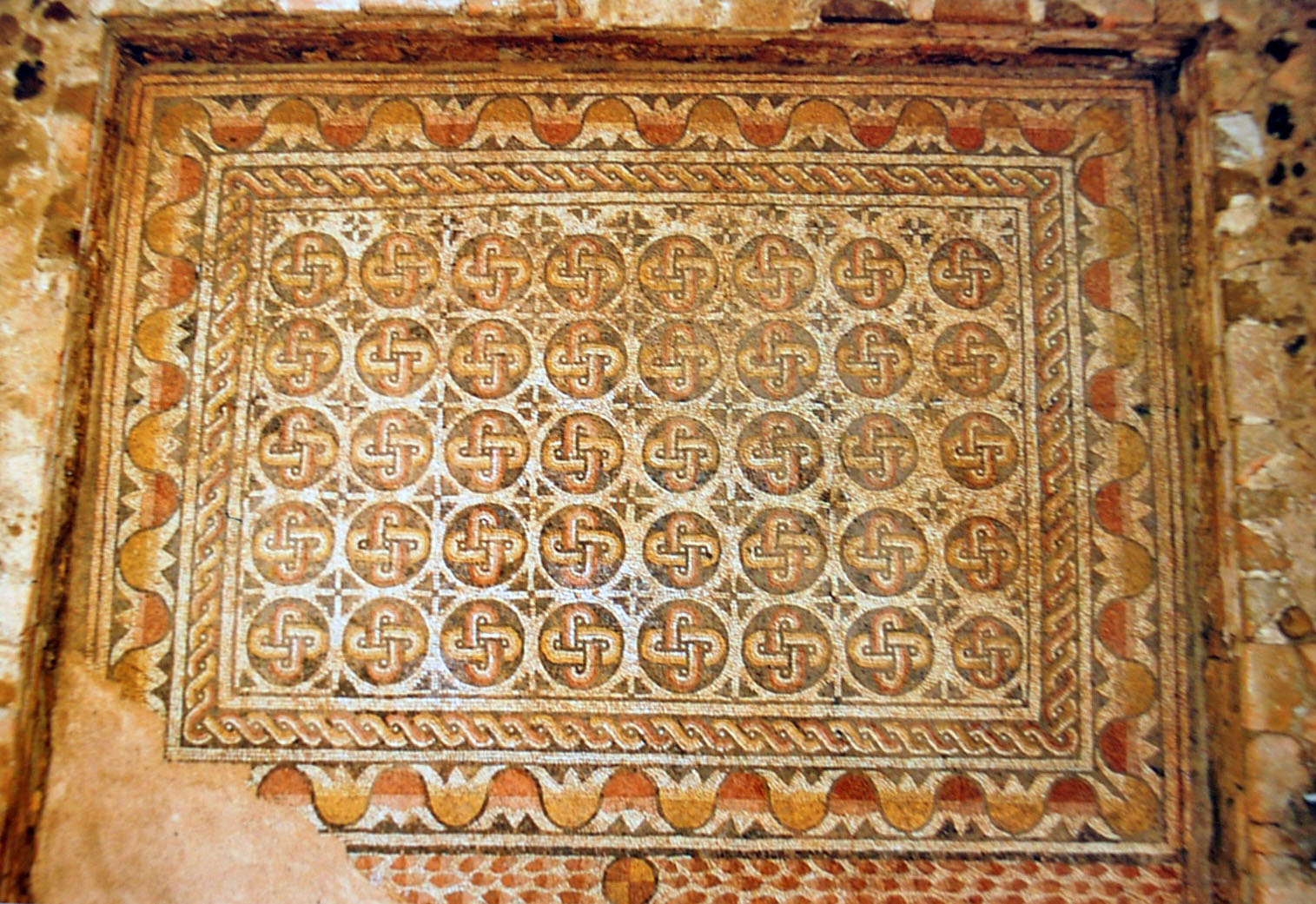
Tapis mosaïque de la villa romaine de La Olmeda (Pedrosa de la Vega, Espagne).
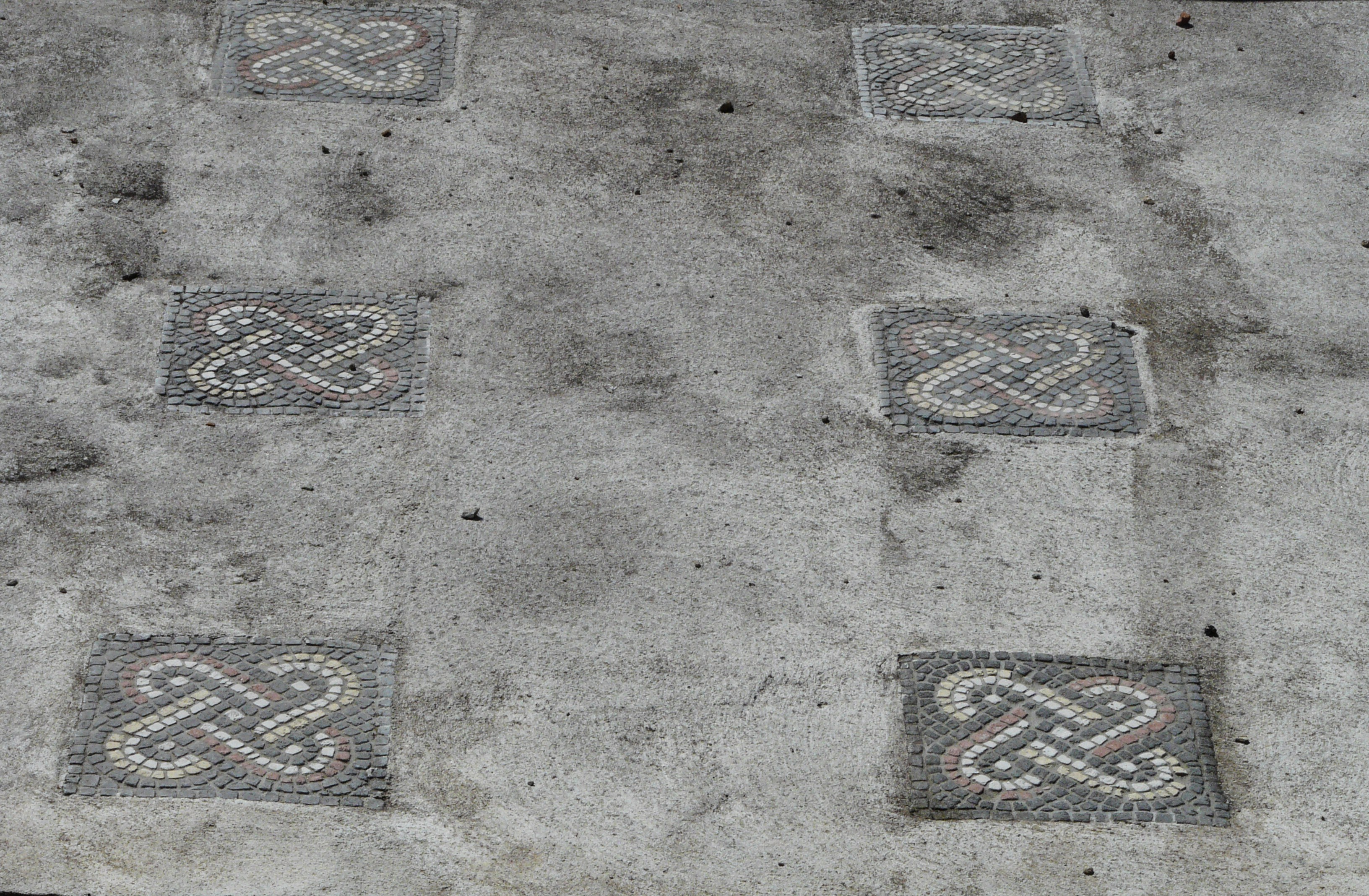
Mosaïque de la villa gallo-romaine de Montcaret.
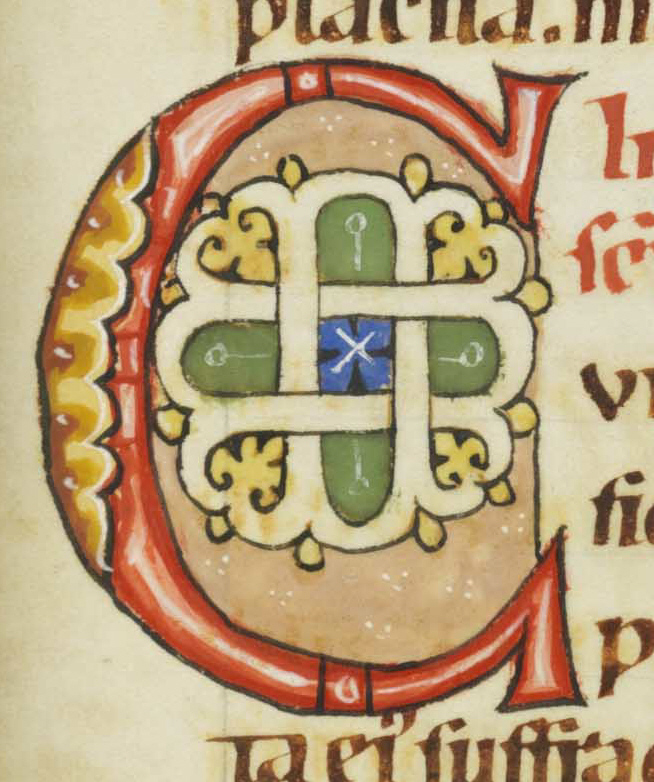
Lettrine médiévale du Codex Bodmer 127.